# Tammaro Cassandro
Tammaro Cassandro (Capua, 5 de abril de 1993) es un deportista italiano que compite en tiro, en la modalidad de tiro al plato.
Ganó dos medallas en el Campeonato Mundial de Tiro, en los años 2017 y 2019, y cinco medallas en el Campeonato Europeo de Tiro entre los años 2019 y 2025.
Participó en dos Juegos Olímpicos de Verano, ocupando el sexto lugar en Tokio 2020 y el cuarto en París 2024, en la prueba de skeet.

## Palmarés internacional
| Campeonato Mundial | Campeonato Mundial    | Campeonato Mundial | Campeonato Mundial |
| Año                | Lugar                 | Medalla            | Prueba             |
| ------------------ | --------------------- | ------------------ | ------------------ |
| 2017               | Moscú (Rusia)         | Medalla de bronce  | Skeet mixto        |
| 2019               | Lonato (Italia)       | Medalla de plata   | Skeet              |
| Campeonato Europeo |                       |                    |                    |
| Año                | Lugar                 | Medalla            | Prueba             |
| 2019               | Lonato (Italia)       | Medalla de plata   | Skeet              |
| 2022               | Lárnaca (Chipre)      | Medalla de plata   | Skeet mixto        |
| 2023               | Osijek (Croacia)      | Medalla de bronce  | Skeet              |
| 2023               | Osijek (Croacia)      | Medalla de bronce  | Skeet mixto        |
| 2025               | Châteauroux (Francia) | Medalla de plata   | Skeet              |